# Nelvys og ånderne
|  | Denne artikel er oprettet af botten PalnaBot ud fra en ekstern database. Den kan derfor have sproglige fejl eller mangler. Denne skabelon kan fjernes efter kontrol af indholdet. |

Nelvys og ånderne er en dokumentarfilm instrueret af Anja Dalhoff efter manuskript af Anja Dalhoff.

## Handling
Nelvys og hendes familie bor i udkanten af Havana, Cuba. Her dyrkes den afro-cubanske religion Santeria som en integreret del af den moderne hverdag. Nelvys er en livsglad og aktiv pige på 12 år, der lider af astma. Parallelt med den medicinske behandling renser hendes far, gennem særlige ritualer og i dialog med de afrikanske guder, det onde ud af hende. Da sygdommen forværres indvies hun gennem en lang ceremoni i religionen og havets gudinde, Yemaya. Hun skal følge Yemayas regler og ofre til hende. Filmen, hvis udgangspunkt er dokumentarisk, giver indsigt i en trosretning, der er udbredt i store dele af Latinamerika. Samtidig er den en underholdende og genkendelig fortælling om venindeliv og drengeflirt.